# Nertsja
De Nertsja (Russisch: Нерча) is een rivier die stroomt door de Russische Oost-Siberische kraj Transbaikal. Het is een linkerzijrivier van de Sjilka en vormt onderdeel van het stroomgebied van de Amoer. De rivier bevriest in oktober en ontdooit eind april, begin mei. Op 7 kilometer van de instroom in de Sjilka ligt de stad Nertsjinsk.